# Мамоново (Малоярославецкий район)
Мамоново — деревня в Малоярославецком муниципальном районе Калужской области. Находится в составе сельского поселения «Село Недельное».
Возле деревни протекает река Суходрев. На момент марта 2023 года около десятка домовладений в деревне используются для круглогодичного проживания потомками жителей деревни. Дачное (летнее) проживание заполняет примерно 75% домовладений.

## История
В 1914 году в сельце Мамоново Башмаковской волости Малоярославецкого уезда Калужской губернии проживало 275 мужчин и 326 женщин (601 человек). В селе располагалась церковно-приходская школа.
В Мамоново родился Васи́лий Петро́вич Зо́тов, советский государственный деятель, нарком и министр пищевой промышленности в 1939—1949 и 1965—1970 годах. Герой социалистического труда (1969).

## Население
| 2002 | 2010 |
| ---- | ---- |
| 0    | →0   |